# Golobrdac
Golobrdac – wieś w Chorwacji, w żupanii brodzko-posawskiej, w gminie Cernik. W 2011 roku pozostawała niezamieszkana.